# Supontjärnen
Supontjärnen är en sjö i Älvsbyns kommun i Norrbotten och ingår i Piteälvens huvudavrinningsområde. Supontjärnen ligger i Piteälven Natura 2000-område.